# Hölderlin-Gesellschaft

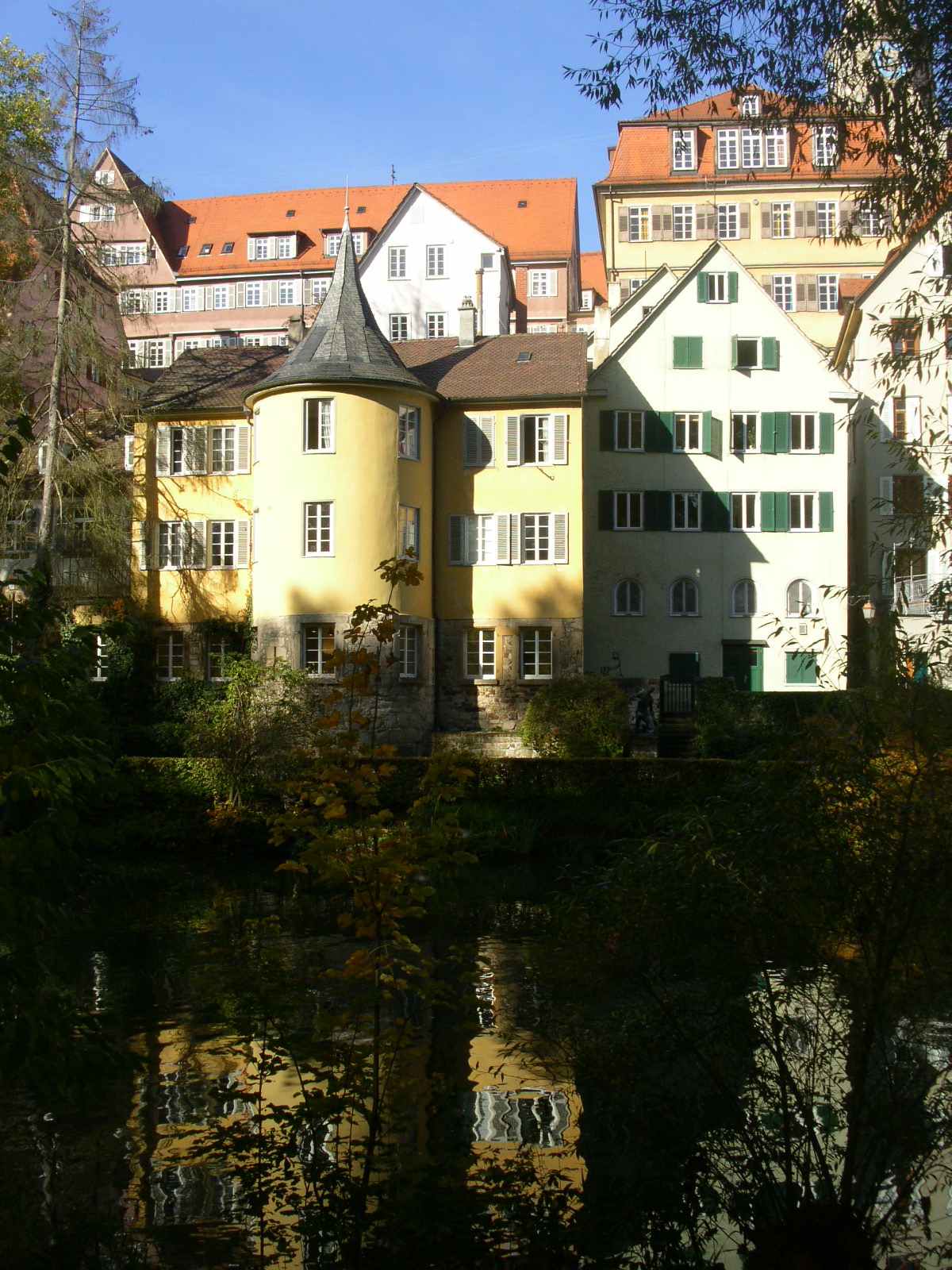
Der Hölderlinturm in Tübingen, Sitz der Gesellschaft

Die Hölderlin-Gesellschaft ist eine internationale literarische Gesellschaft mit Sitz im Hölderlinturm in Tübingen. Ihr Ziel ist es, „das Verständnis für das Werk Friedrich Hölderlins zu vertiefen und die Erforschung und Darstellung seiner Dichtung, seines Lebens und seiner Zeit zu fördern“.
Sie wurde ursprünglich 1943 in Tübingen gegründet und nahm ihre heutige Form in den Jahren 1946/1947 an. Im Auftrag der Stadt verwaltete sie bis 2017 das Museum im Hölderlinturm mit einer ständigen Ausstellung zu Hölderlins Leben, wechselnden Ausstellungen zeitgenössischer Künstler mit Bezug zu Hölderlin.
Die Gesellschaft veranstaltet regelmäßig Lesungen und Autorenlesungen, Vorträge und Konzerte, gelegentlich Seminare in Zusammenarbeit mit der Universität Tübingen und alle zwei Jahre mehrtägige Jahresversammlungen in Tübingen und anderen Städten mit Vorträgen und Arbeitsgruppen. Sie arbeitet eng mit dem Hölderlin-Archiv an der Württembergischen Landesbibliothek in Stuttgart zusammen, fördert wissenschaftliche Ausgaben von Hölderlins Werken und gibt ein Jahrbuch und weitere Schriften und Schriftenreihen zur Hölderlin-Forschung und -Rezeption heraus.
Die Hölderlin-Gesellschaft ist ein eingetragener Verein mit knapp 800 Mitgliedern in aller Welt. Präsident ist der Oldenburger Philosophie-Professor Johann Kreuzer, Geschäftsführerin ist Eva Ehrenfeld.
Bisherige Präsidenten der Gesellschaft waren Gerhard Schumann (1943–45), Paul Kluckhohn (1946–1955), Theodor Pfizer (1955–1978), Uvo Hölscher (1979–1990), Gerhard Kurz (1990–1998), Peter Härtling (1998–2006), Ulrich Gaier (2006–2010), Sabine Doering (2010–2018), Johann Kreuzer (seit 2018).
Die erste Hölderlin-Gesellschaft wurde am 7. Juni 1943 anlässlich von Hölderlins 100. Todestag und zur Unterstützung der von Friedrich Beißner herausgegebenen Großen Stuttgarter Ausgabe der Sämtlichen Werke Hölderlins gegründet. Als Präsident wurde Gerhard Schumann von Propagandaminister Goebbels eingesetzt. Hölderlin wurde während der NS-Zeit von der staatlichen Propaganda als geistiger Führer des deutschen Volkes instrumentalisiert. Am 14. März 1946 wurde die Gesellschaft auf Betreiben der französischen Militärregierung formell aufgelöst. Bereits am 21. Oktober 1946 erfolgte jedoch die Neugründung.

## Schriften
- Hölderlin-Jahrbuch (42 Bände seit 1944)
- Schriften der Hölderlin-Gesellschaft (26 Bände seit 1949)
- Turm-Vorträge (7 Bände seit 1985)
- Hölderlin-Texturen (6 Bände seit 2003, in Zusammenarbeit mit dem Deutschen Literaturarchiv)
- Bad Homburger Hölderlin-Vorträge (7 Bände seit 1987, in Zusammenarbeit, herausgegeben von der Stadt Bad Homburg)
- Mitschnitte der Lesungen im Hölderlinturm (12 CDs, u. a. Autorenlesungen von Friederike Mayröcker, Uljana Wolf, Christian Filips, Dirk von Petersdorff, Gerhard Falkner und Ulf Stolterfoht)